# Bonjeania actuosa
Bonjeania actuosa är en tvåvingeart som beskrevs av White 1915. Bonjeania actuosa ingår i släktet Bonjeania och familjen stilettflugor. Inga underarter finns listade.